# سرپسکی میلتیچ
سرپسکی میلتیچ (به صربی: Srpski Miletić) یک منطقهٔ مسکونی در صربستان است که در استان خودمختار وویوودینا واقع شده‌است. سرپسکی میلتیچ ۳٬۰۳۸ نفر جمعیت دارد و ۹۰ متر بالاتر از سطح دریا واقع شده‌است.